# Oude Kapucijnenklooster

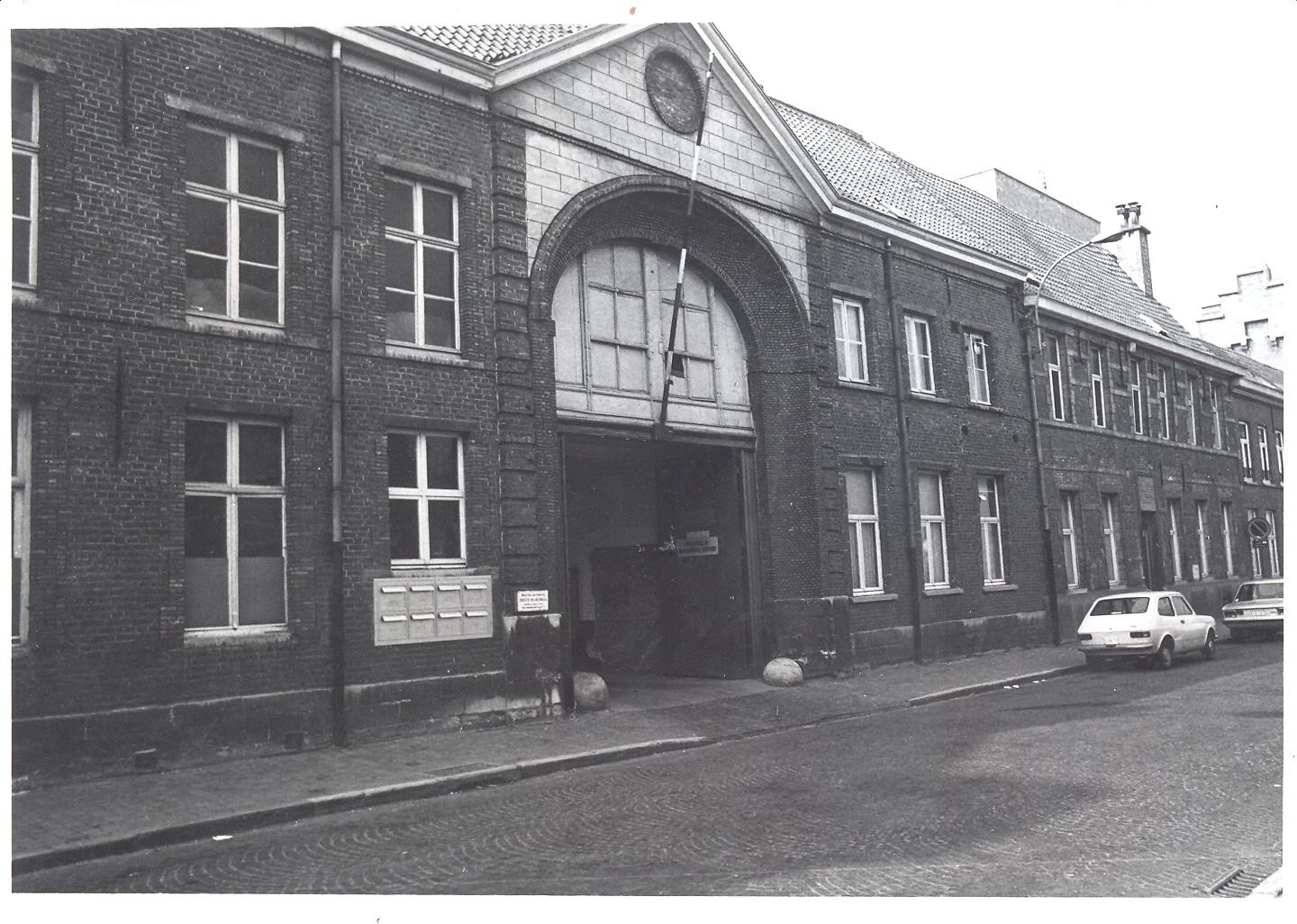
Inrijpoort

Het Oude Kapucijnenklooster is een voormalig klooster in de Oost-Vlaamse plaats Aalst, gelegen aan de Graanmarkt 1-3 en 4-5.

## Geschiedenis
In 1614 kwamen de paters kapucijnen naar Aalst. Vanaf 1616 werden de kloostergebouwen opgericht en in 1623 werd de kerk ingewijd. In 1797 werd het klooster opgeheven en de gebouwen werden in beslag genomen. Een deel van de gebouwen werd gebruikt als militaire gevangenis. In 1859 werd er een U-vormig deel bijgebouwd voor de (eveneens militaire) pupillenschool. De gebouwen kregen een bijpassend karakter, dat blijkt onder meer uit de 19e-eeuwse inrijpoort op Graanmarkt 3.
Nadat de militaire functie was verdwenen, vestigden zich gemeentelijke diensten in het complex.
Een aantal gebouwen hebben nog een 17e-eeuwse kern of een 17e-eeuws gedeelte.